# Esteles (Alcover)
Les esteles romàniques d'Alcover són un monument del municipi d'Alcover protegit com a bé cultural d'interès local.

## Descripció
Són dues esteles romàniques, situades una damunt l'altra en disposició vertical. Formen part d'un monument situat en el petit jardí que es troba entre la part lateral de l'església Nova i l'avinguda de Mont-ral. El conjunt consisteix en dues rodes de molí sobre les quals descansen les esteles, del segle xiii. La part superior és coronada per un petit element piramidal de sauló, la pedra local d'Alcover.

## Història
Les dues esteles romàniques, del segle xiii, formen part del monument commemoratiu que es va col·locar a Alcover l'any 1966, amb motiu de la celebració del vuitè centenari del títol de Vila d'Alcover, que l'any 1166 Alfons I li havia atorgat la carta de població.